# Episodi di Hamburg Distretto 21 (seconda stagione)
La seconda stagione della serie televisiva Hamburg Distretto 21 è andata in onda in Germania dall'11 ottobre 2007 sul canale ZDF. In Italia è trasmessa dal 24 agosto 2009 sul canale Rete 4, già trasmessa dal canale Steel nella primavera del 2009. 
Protagonisti sono le coppie di ispettori formate da Nils Meermann (Thomas Scharff) e Melanie Hansen (Sanna Englund) e da Bernd "Boje" Thomforde (Frank Vockroth) e Franzi Jung (Rhea Harder). A partire dal settimo episodio entra a far parte del cast la dottoressa Jasmis Jonas (Jerit Kling) che dall'undicesimo episodio sostituisce la dottoressa Anna Jacobi (Marie Lou Sellem). 
| nº | Titolo originale        | Titolo italiano         | Prima TV Germania | Prima TV Italia |
| -- | ----------------------- | ----------------------- | ----------------- | --------------- |
| 1  | Auf der Flucht          | In fuga                 | 11 ottobre 2007   |                 |
| 2  | Der kleine Bruder       | Il fratello minore      | 18 ottobre 2007   |                 |
| 3  | Heirate mich            | Lo sfratto              | 25 ottobre 2007   |                 |
| 4  | Bittere Wahrheiten      | Antichi segreti         | 8 novembre 2007   |                 |
| 5  | Der verlorene Sohn      | Una madre disperata     | 15 novembre 2007  |                 |
| 6  | Grenzgänger             | In pericolo di vita     | 22 novembre 2007  |                 |
| 7  | Kein Weg zurück         | Sparito nel nulla       | 29 novembre 2007  |                 |
| 8  | Die türkische Braut     | Il neonato scomparso    | 13 dicembre 2007  |                 |
| 9  | Luckys letzter Coup     | Ultimo colpo di Lucky   | 20 dicembre 2007  |                 |
| 10 | Auf Leben und Tod       | Tra la vita e la morte  | 27 dicembre 2007  |                 |
| 11 | Ausnahmezustand         | Ore contate             | 3 gennaio 2008    |                 |
| 12 | Einmal gewinnen         | La morte addosso        | 10 gennaio 2008   |                 |
| 13 | Das verlassene Kind     | La bambina abbandonata  | 17 gennaio 2008   |                 |
| 14 | Große Freiheit          | Paura al big easy       | 31 gennaio 2008   |                 |
| 15 | Vollrausch              | La sbornia              | 7 febbraio 2008   |                 |
| 16 | Auf schmalem Grat       | Il prezzo della libertà | 14 febbraio 2008  |                 |
| 17 | Angst                   | Il sapore della paura   | 21 febbraio 2008  |                 |
| 18 | Filmriss                | Amnesia                 | 28 febbraio 2008  |                 |
| 19 | Franzi in Not           | L'arma rubata           | 6 marzo 2008      |                 |
| 20 | Sorge um Ole            | A scuola di bullismo    | 13 marzo 2008     |                 |
| 21 | Überraschende Begegnung | Brutale aggressione     | 20 marzo 2008     |                 |
| 22 | Herz an Herz            | Veleno per topi         | 27 marzo 2008     |                 |
| 23 | Spätfolgen              | L'anniversario          | 10 aprile 2008    |                 |
| 24 | Ausgeschlossen          | Corsa contro il tempo   | 17 aprile 2008    |                 |
| 25 | Wo ist Luisa?           | Il tempo del perdono    | 24 aprile 2008    |                 |

## In Fuga
- Titolo originale: Auf der Flucht
- Diretto da: Peter Welz
- Scritto da: David Ungureit

### Trama
Franzi insegue un ragazzo sospettato di aver sparato a un uomo. Il ragazzo si rifugia su un battello in partenza e Franzi lo segue ma, nella foga, si lascia sorprendere e il fuggiasco la prende in ostaggio insieme a tutti i passeggeri del battello. Boje, rimasto a terra, farà del suo meglio per risolvere la situazione, pur essendo a distanza.

## Il fratello minore
- Titolo originale: Der kleine Bruder
- Diretto da: Bodo Schwarz
- Scritto da: Klaus Arriens e Thomas Wilke

### Trama
Durante una retata in una discoteca, Nils e Melanie fermano e perquisiscono una serie di ragazzi in possesso di droga; tra questi c'è anche Lars, il fratello di Melanie. Melanie viene così a scoprire che il ragazzo frequenta brutte compagnie che lo hanno trascinato in un giro di droga e banconote false.